# Forêt de Pilliga

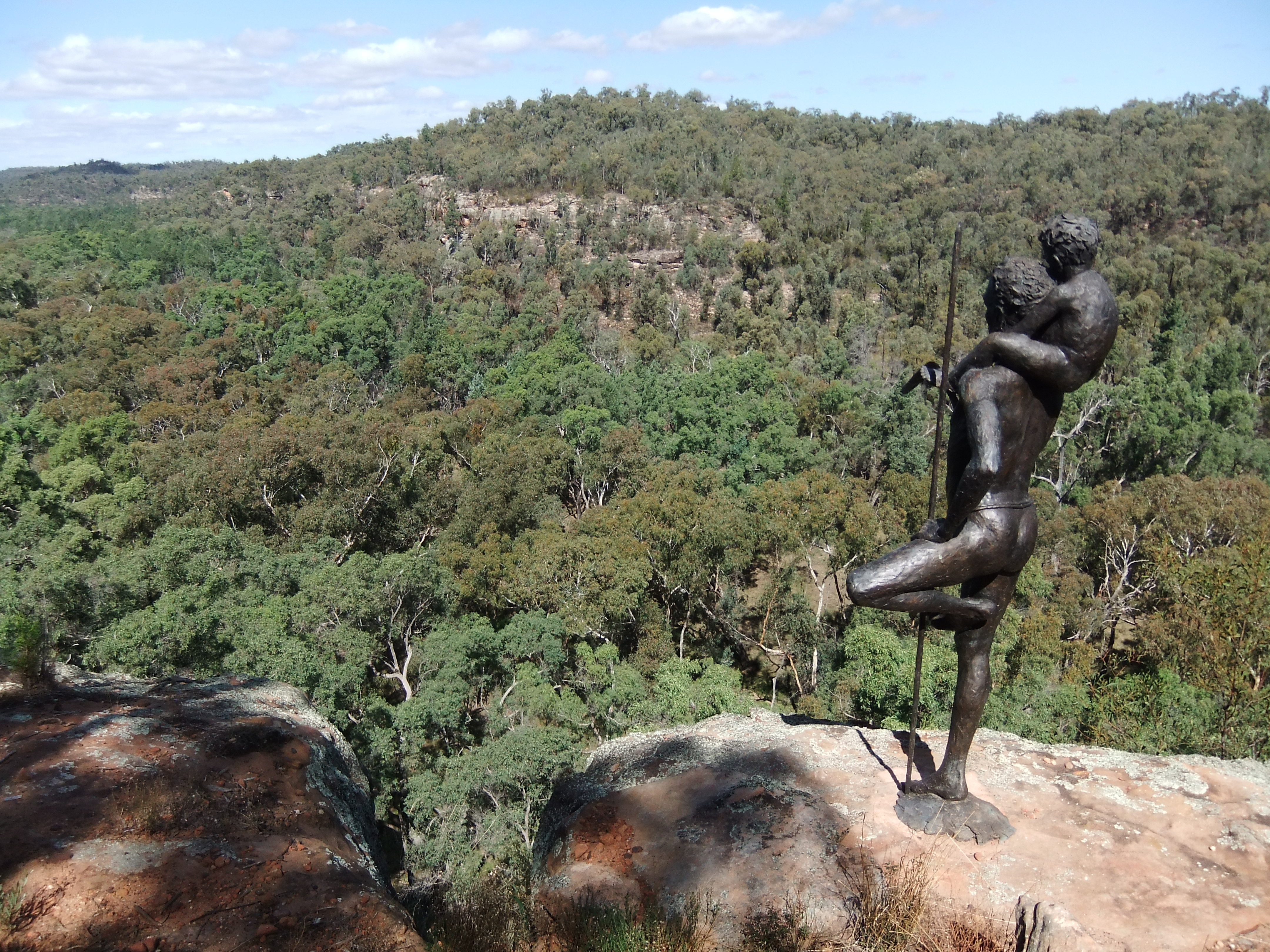
Statue d'aborigènes d'Australie s'élevant au sommet d'une crête dominant la forêt de Pilliga.

La forêt de Pilliga est une forêt semi-aride tempérée située au centre-nord de la Nouvelle-Galles du Sud et au sud du Queensland, dans le comté de Narrabri.

## Descriptions
Localisation

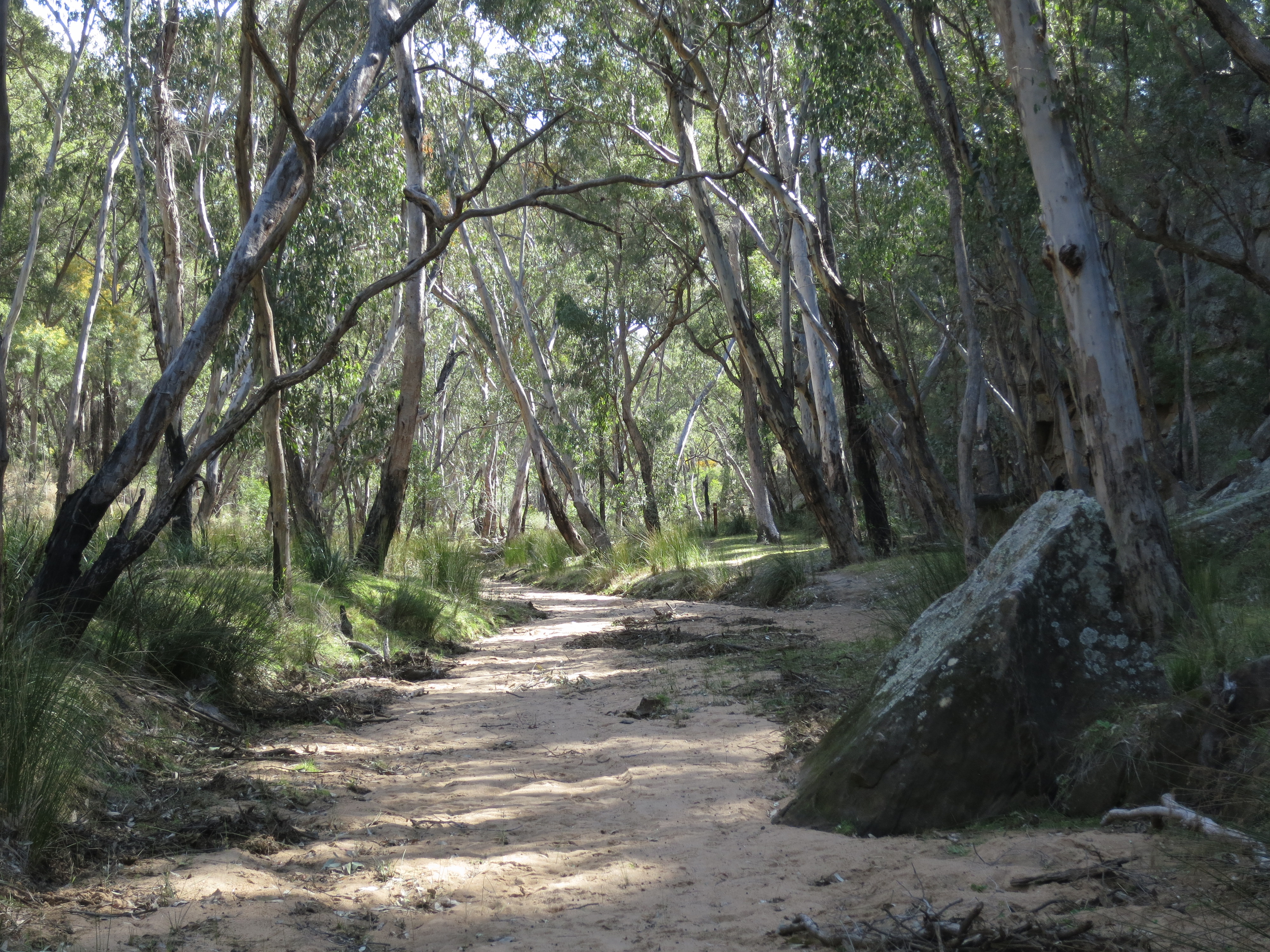
Dandry Gorge, Pilliga, Nouvelle-Galles du Sud, photographie de Margaret Donald (2012)

La forêt est située près du village de Pilliga et des villes de Narrabri et de Coonabarabran dans la zone d'administration locale du comté de Narrabri.
Géologie
Un grès comprenant 75 % de quartz, 15 % de silicates de plagioclase et de 10 % d'oxyde de fer, donnant un coloration allant du rouge au jaune, domine cette région depuis la période géologique du Jurassique. Le grès affleure avec des crêtes en basalte.
La flore
La flore est dominée par le genre Callitris, conifère d'origine locale (Australie et Nouvelle-Calédonie), ainsi que par le Casuarinaceae. Les eucalyptus dominent la canopée dans la forêt.
La faune terrestre
La faune est protégée dans cette réserve naturelle, on y trouve notamment l'écureuil volant, le koala, le rat-Kangourou à nez court et le Pseudomys pilligaensis (surnommée la fausse souris du Pilliga) qui est une espèce de rongeurs de la famille des Muridés. Cette espèce endémique  d'Australie est l'un des rares mammifères placentaires qui n'ait pas été introduit par l'homme en Australie.
Les oiseaux
Les oiseaux sont représentés par le méliphage peint, le méliphage régent, le diamant à gouttelettes, la perruche turquoisine,  la perruche de Latham, le cacatoès de Latham, l'Œdicnème bridé, la ninoxe aboyeuse, le pomatostome à calotte grise, le séricorne fléché, l'échelet brun et le miro à capuchon.
Les menaces
La forêt de Pilliga a subi plusieurs feux de broussailles, souvent liés aux phénomènes météorologiques liés au courant saisonnier chaud d'El Niño. 
La biodiversité de la forêt est menacée en raison notamment d'un projet gazier.